# Suy luận quy nạp
Quy nạp, suy luận quy nạp hay lập luận quy nạp, đôi khi còn được gọi là logic quy nạp, là quá trình lập luận mà trong đó tiên đề của lý lẽ được cho là chứng minh cho kết luận nhưng không đảm bảo nó. Kiểu lập luận này được dùng để gán tính chất hay quan hệ cho một phạm trù dựa trên các ví dụ của phạm trù đó; hoặc để phát triển định luật dựa trên một số giới hạn các quan sát của các hiện tượng lặp đi lặp lại. Quy nạp được ứng dụng trong việc dùng các mệnh đề như: